# Østre Gasværk Teater
Østre Gasværk Teater eller Østre Gasværk, tidligere også blot Gasværket, er et dansk teater, der har til huse i det nedlagte Østre Gasværk på Østerbro i København. Teatersalen ligger i den runde murskal, der indtil 1979 husede den gamle gastank, og er et af Københavns mest storslåede teaterrum. Bygningen er tegnet af Martin Nyrop og opført i 1883. Østre Gasværk Teater administreres i dag af Østerbro Teater.
På især Morten Grunwalds og Pelle Sadolins initiativ blev der fra 1979 opført teaterforestillinger i det gamle gasværk. De første år opførtes der kun enkeltforestillinger og gæstespil. Den første store egenproduktion var Shakespeares En skærsommernatsdrøm i 1986, der blev instrueret af Peter Langdal. I årene 1992–1998 havde teatret succes med opførelse af musicals, bl.a. Les Misérables, Miss Saigon og Atlantis. Østre Gasværk Teater har siden 1991 været associeret medlem og siden 1999 fuldt producerende medlem af teatersamarbejdet Københavns Teater. Der er 812 faste pladser i salen + 12 såkaldte pude-pladser, samt mulighed for at øge dette antal med 200-250 pladser, ved stole på gulvet.
I sommeren 2007 skiftede teatret navn til Gasværket i forbindelse med teaterchef Jon Stephensens tiltræden som direktør. Teatret er siden gået tilbage til det oprindelige navn.
Teatret udvidede i 2008 med foyerscenen Lille Gasværket, der dog tidligere gik under netop navnet: Foyerscenen.
Efter en periode med kollektiv ledelse af teatret blev Pia Jette Hansen ansat som direktør for Østre Gasværk Teater fra august 2010. Den 1. april 2016 blev det offentliggjort, at Østre Gasværk Teater skulle lægges sammen med Republique. Sammenlægningen skete den 1. juli 2017, og den 1. september 2017 tiltrådte Emmet Feigenberg som ny direktør for Østerbro Teater. I marts 2022 blev Lene Christensen Østerbro Teaters administrerende direktør, mens Søren Møller blev teaterchef for Østre Gasværk Teater.   
Den 15/12-2020, blev Østre Gasværk teaters adresse ændret fra Nyborggade 17, til Morten Grunwalds Plads 1.

## Direktører
- 1976–1998 Morten Grunwald
- 1998–2007 Lars Kaalund
- Juni 2007-09: Jon Stephensen
- December 2009 – august 2010: Kollektiv ledelse
- August 2010 – 2017: Pia Jette Hansen
- September 2017 - marts 2022: Emmet Feigenberg for det nye Østerbro Teater
- Marts 2022 - : Lene Christensen som administrerende direktør for Østerbro Teater, Søren Møller som teaterchef for Østre Gasværk Teater